# 79 f.Kr.

## Händelser

### Efter plats

#### Romerska republiken
- Lucius Cornelius Sulla avsäger sig sitt diktatorskap.

#### Brittiska öarna
- Chester grundas som fort under namnet Deva.